# Hubert Hughes
Hubert Hughes (ur. 1933, zm. 7 maja 2021) – polityk, szef ministrów (chief minister) Anguilli w latach 1994–2000 oraz od 2010.
Stanowisko objął 16 marca 1994, po wygranej Zjednoczonej Partii Anguilli (United Anguilla Party, UAP) w wyborach parlamentarnych. Zajmował je do 6 marca 2000, kiedy UAP utraciła władzę. Po przegranych wyborach został liderem opozycji, a UAP zmieniła nazwę na Zjednoczony Ruch Anguilli (United Anguilla Movement, UAM). W wyborach parlamentarnych w lutym 2010 UAM odniósł zwycięstwo, zdobywając 4 z 7 mandatów. 16 lutego 2010 Hughes objął urząd szefa ministrów po raz drugi. Dodatkowo objął również resort finansów, rozwoju gospodarczego i planowania w swoim gabinecie.